# Zwaardvis-Klasse
Die Zwaardvis-Klasse war eine Klasse von zwei U-Booten der niederländischen Marine, die von 1972 bis 1995 in Dienst stand.

## Geschichte
Die beiden Boote der Zwaardvis-Klasse wurden 1965 in Auftrag gegeben; sie waren die ersten Boote der niederländischen Marine, die einen tropfenförmigen Rumpf erhielten, wie die United States Navy ihn in der Albacore getestet hatten. Tatsächlich waren die Zwaardvis-Boote direkte Abkömmlinge der amerikanischen Barbel-Klasse. Beide Boote wurden 1966 bei Rotterdamsche Droogdok Maatschappij in Rotterdam auf Kiel gelegt und liefen 1970 (Zwaardvis bzw. 1971 Tijgerhaai) vom Stapel. Sie wurden 1972 offiziell in Dienst gestellt. Ab 1982 bauten niederländische Werften außerdem zwei modifizierte Boote der Klasse für Taiwan, diese fahren dort noch immer als Hai-Lung-Klasse.
1987/1988 (Tijgerhaai) bzw. 1989/1990 (Zwaardvis) wurden beide Boote einer kompletten Überholung unterzogen und blieben bis 1994 (Zwaardvis) bzw. 1995 (Tijgerhaai) in Dienst. Zusammen mit ihren Vorgängern der Dolfijn-Klasse wurden sie durch die vier Boote der neuen Walrus-Klasse abgelöst.
Die Boote wurden 1996 an RDM zurückverkauft, nachdem der niederländische Staat sie vorher erfolglos für 55 Millionen US-Dollar angeboten hatte. In der Folge scheiterte der geplante Verkauf erst an Indonesien, dann an Ägypten. 2000 wollte Malaysia die Boote für fünf Jahre leasen, tatsächlich ließ RDM sie auf der Smit-Explorer nach Lumut transportieren. Letztlich entschied sich Malaysia aber dafür, zwei neue Boote der Scorpène-Klasse zu kaufen und hatte fortan kein Interesse mehr an den Zwaardvis-Booten.